# Coquimbo-Moschee

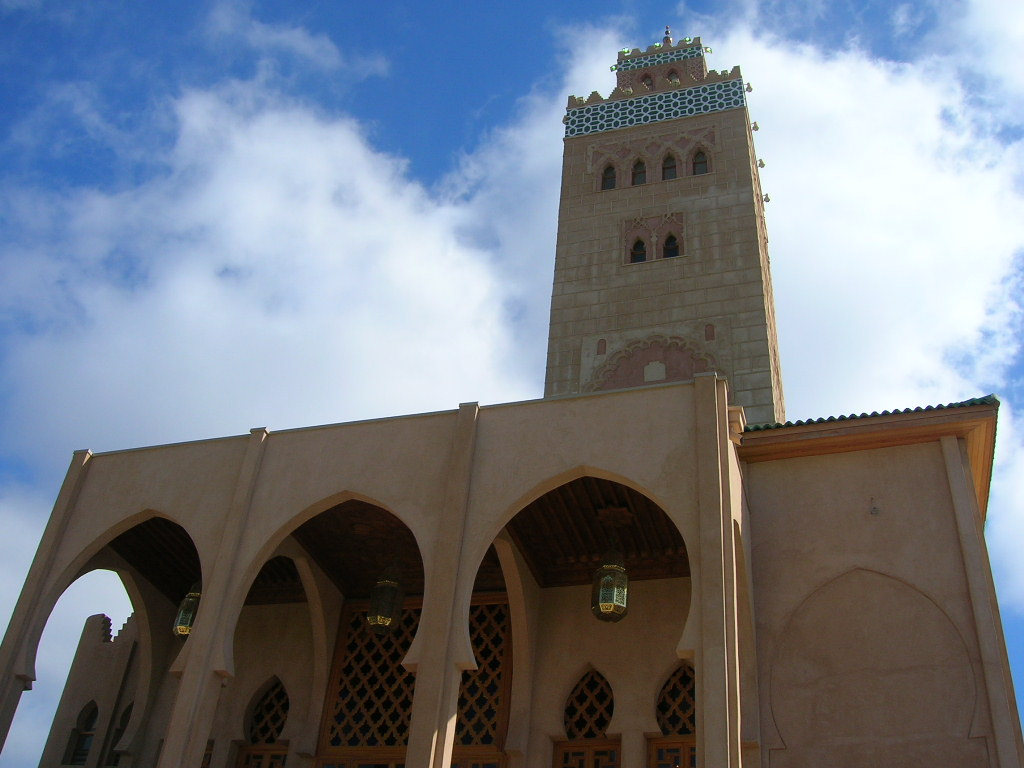
Coquimbo-Moschee

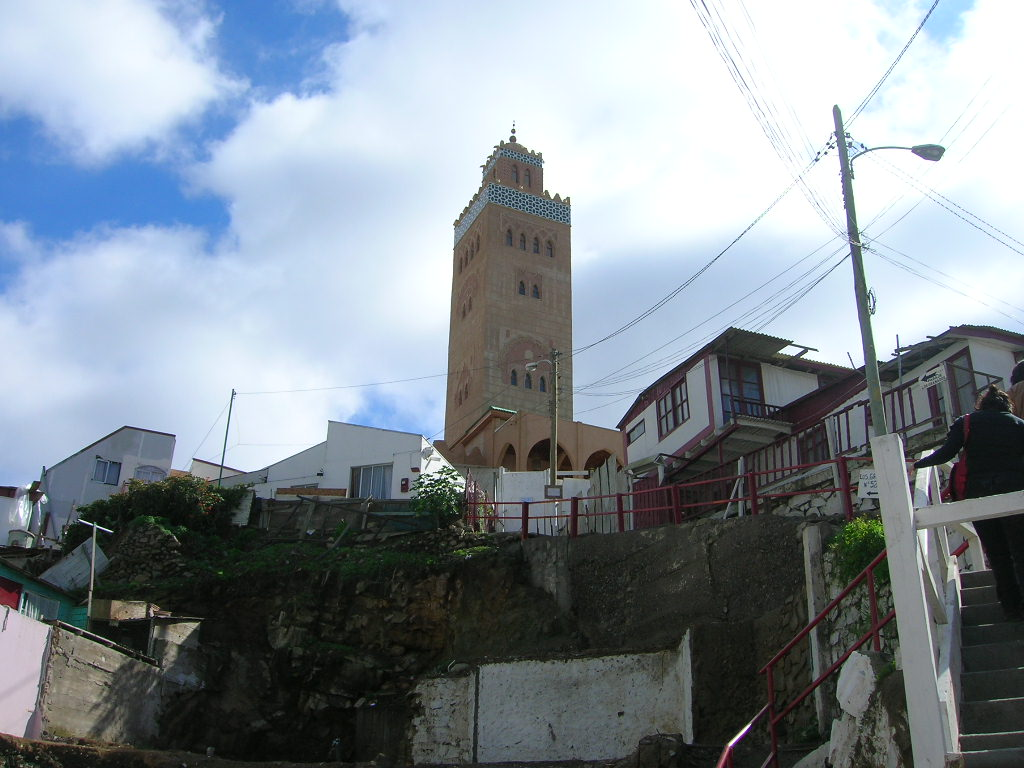
Minarett in Coquimbo

Das Centro Mohammed VI para el Diálogo de las Civilizaciones (La Mezquita) ist ein kulturelles Zentrum im Stadtteil Villa Dominante der Stadt Coquimbo, Chile. Das Minarett seiner Moschee ist eine Kopie des Minaretts der Koutoubia-Moschee in Marrakesch, Marokko.
Mit dem Bau wurde 2004 begonnen und der erste Bauabschnitt wurde am 14. März 2007 eröffnet.

## Gebäudekomplex
Das Bauvorhaben, finanziert von der Stadt Coquimbo und dem Königreich Marokko, umfasst 720 m² und ein Minarett von 40 Meter Höhe. Es versteht sich als Kulturzentrum, das einen Gebetssaal, eine Bibliothek und ein Museum beherbergt.